# Camelina sativa
Pour les articles homonymes, voir Lin.
Espèce
Classification phylogénétique

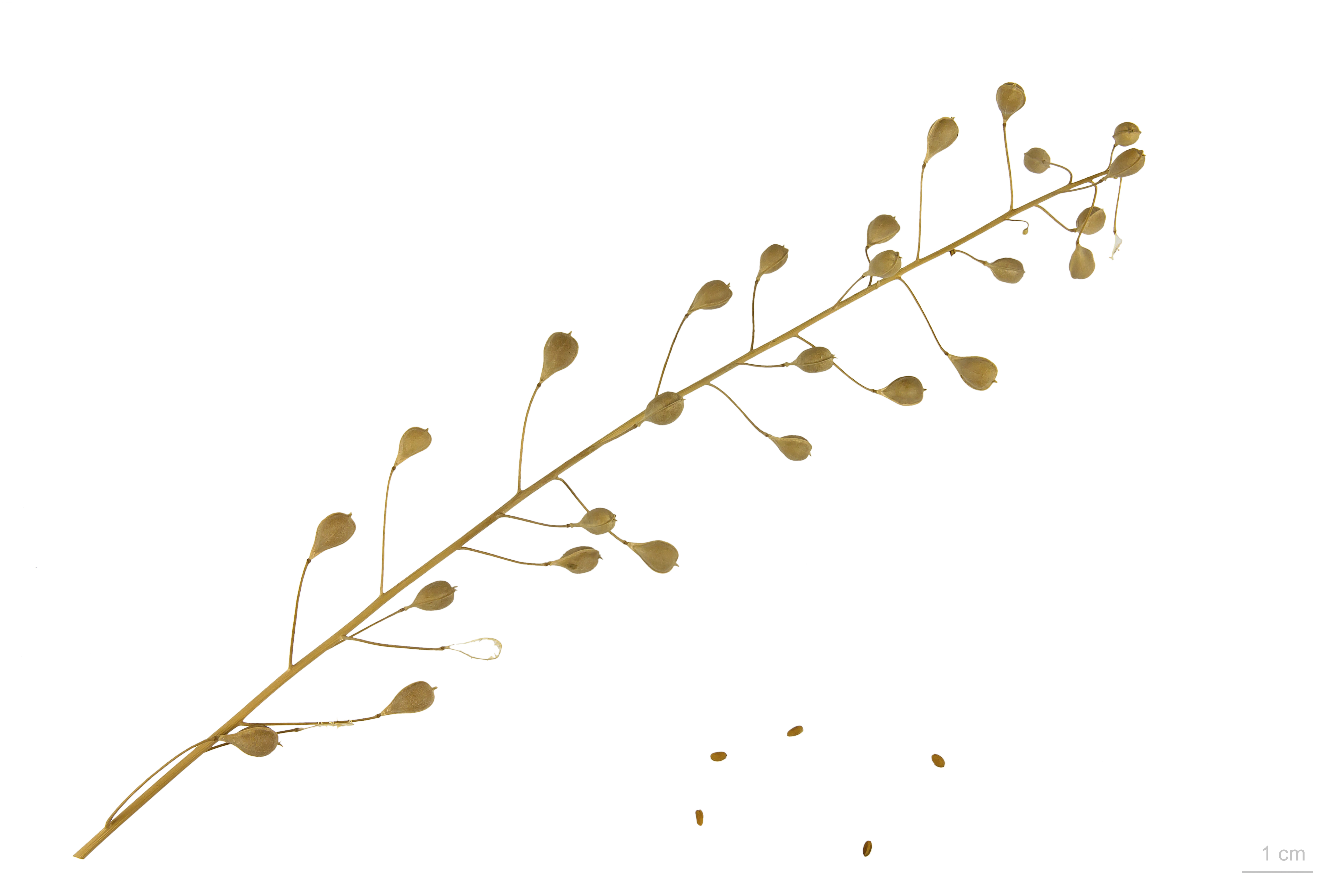
Camelina sativa - MHNT.

Camelina sativa, de son nom vernaculaire cameline, également appelée « lin bâtard » ou « sésame d'Allemagne », est une espèce de plante de la famille des Brassicaceae originaire d'Europe du Nord et d'Asie centrale et cultivée en Europe depuis plus de 3 000 ans pour la production d'huile végétale et de fourrage.

## Description
La tige est haute de 40-80 cm, dressée, simple ou rameuse dans le haut. Les feuilles sont oblongues lancéolées, entières, dentelées ou sinuées-dentées et les fleurs jaunes, produisant une grappe fructifère assez allongée, à pédicelles longs de 10-18 mm, étalés dressés. Les silicules sont obovales-oblongues, arrondies au sommet, ventrues, non renflées ; elles contiennent jusqu'à 20 graines longues de 1,5 à 2 mm. La masse de 1000 graines varie entre 0,8-2,0 g.
La racine pivotante s'enfonce profondément dans le sol.
L'espèce est allohexaploïde, Camelina sativa possède 20 chromosomes et est principalement autogame.

## Culture
Camelina sativa a été cultivée dans le nord de la France jusqu'au début du XXe siècle comme plante oléagineuse d'où l'on tirait une huile siccative, employée notamment dans la fabrication des savons et des peintures. Les résidus solides obtenus après extraction de l'huile servaient de compléments alimentaires au bétail ou étaient utilisés comme fertilisants ; les tiges étaient utilisées pour la confection de balais.
La cameline est une plante à cycle court (85-100 jours) qui pousse bien en zone tempérée. La cameline est généralement semée au printemps entre mars et mai mais peut aussi être semée en automne dans les climats doux.
Une vitesse de semis de 3-4 kg/ha est recommandée avec un intervalle interrangée de 12 à 20 cm. La profondeur de semis ne doit pas dépasser 1 cm. Avec des taux de germination importants, ces semis sont compétitifs contre les adventices grâce à leurs densités. Les pousses émergent tôt dans la saison et peuvent résister à des froids de printemps.
La cameline nécessite peu d'intervention dans le champs. La culture de la cameline nécessite peu d'eau et d'azote pour réussir. Le besoin de fertilisation dépend des sols mais est généralement faible. Elle peut être utilisée comme culture de rotation pour le blé et autres céréales.
La demande croissante en oléoprotéagineux et les problèmes liés aux grandes cultures oléagineuses en zone tempérée ont amené les agronomes, dès la fin du XXe siècle, à expérimenter de nouvelles espèces alternatives. Parmi celles-ci, Camelina sativa présente plusieurs avantages : adaptée aux conditions climatiques et agronomiques de l'Europe, c'est une espèce peu exigeante et à production élevée. Deux souches pures, Epona et Céline, produisent régulièrement plus de 25 q/ha de graines en France métropolitaine, dans des conditions de culture déterminées.

## Utilisations
L'huile était utilisée traditionnellement en cuisine et pour les lampes à huile.

### Agroalimentaire
La teneur en huile de la graine varie de 28 à 42 %. L'huile de la cameline montre un taux très important d'acides gras oméga-3 (plus de 45 %), caractéristique peu fréquente chez les plantes terrestres. Elle présente plus de 70 % d'acides gras polyinsaturés, dont les éléments complexes principaux sont l'acide alpha-linolénique (C18:3 n-3) et l'acide linoléique (C18:2 n-6), de l'acide oléique (C18:1 cis-9) et de l'acide gadoléique (C20:1 cis-9). Ce corps gras est notamment très riche en antioxydants, comme les tocophérols, et par conséquent très résistant à l'oxydation en acide butyrique. L'huile de cameline est utilisée pour la cuisine ; son goût est à rapprocher de celui de l'amande. Sa richesse en acide alpha-linolénique a un effet comparable à celui de l'huile de colza et de l'huile d'olive sur la réduction du taux de cholestérol. Elle contient en revanche de l'acide érucique, un acide gras toxique. La teneur en acide érucique de l'huile commercialisée doit être inférieure à 50 g/kg dans l'Union Européenne pour être commercialisée en alimentation humaine.
La cameline permet également la production d'un fourrage riche en acides aminés.
En 2019, l'utilisation de l'huile de cameline comme complément alimentaire est autorisée par la DGCCRF.

### Plante auxiliaire et engrais vert
La cameline est également une excellente plante accompagnatrice : elle limite la verse par un effet tuteur et offre une excellente concurrence aux adventices. C'est également une plante mellifère qui attire une grande quantité d’insectes pollinisateurs.

### Agrocarburant aéronautique
Dans le cadre de la substitution au moins partielle du kérosène, carburant classique de l'aviation, par des biocarburants de première génération, un vol d'essai a été réalisé le 30 janvier 2009 avec un Boeing 747-300 de Japan Airlines équipé par des moteurs de type Pratt & Whitney JT9D. Ces moteurs ont été alimentés par un mélange d'agrocarburant, à base de cameline (« lin bâtard ») et de jatropha, et de kérosène classique. Le 18 juin 2011, un biréacteur d'affaires Gulfstream G450 en provenance du New Jersey se pose au Bourget à l'occasion du salon aéronautique, réalisant le premier vol transatlantique avec un biocarburant uniquement à base de cameline. Deux jours plus tard, un Boeing 747-800 de fret en provenance de Seattle est le premier avion commercial à traverser l’Atlantique avec ses quatre moteurs alimentés en agrocarburant à base de cameline.

### Cosmétique
L'huile de cameline est naturellement riche en Oméga 3. Elle est ainsi conseillée pour les peaux sensibles et fragiles. L'huile de cameline lutte efficacement contre les rougeurs et les inflammations de la peau.[réf. nécessaire]

### OGM
À la station expérimentale de Rothamsted, au Royaume-Uni, Camelina sativa a été génétiquement modifié pour synthétiser du DHA, de l'EPA et de l'astaxanthine, cette dernière étant un pigment caroténoïde qui a des propriétés antioxydantes,.
Aucune plante n'étant capable d’accumuler de l’EPA ou DHA, deux oméga-3 bénéfiques pour la santé, cet OGM a des potentiels économiques majeurs.[réf. nécessaire] Cet effet n'a pas encore été testé.

#### Phytominage
Depuis le mois de décembre 2024, une équipe de chercheurs de l'UMass Amherst travaillent sur la mise au point d'une variété de Camelina sativa qui serait capable d'accumuler le maximum de nickel dans sa biomasse afin de nettoyer et d'améliorer la fertilité des sols, et de permettre également une production d'huile, à partir de ses graines, destinée à la fabrication de biocarburants. Jusqu'à cette date, le phytominage du nickel était testé avec une autre plante, Alyssum murale, qui pouvait poser des problèmes en raison de son caractère invasif mais aussi du fait du nombre limité de récoltes annuelles pouvant être réalisées.